# جوناثان همفريز
جوناثان همفريز (بالإنجليزية: Jonathan Humphreys)‏ هو لاعب اتحاد الرغبي بريطاني، ولد في 27 فبراير 1969 في بريدجند ‏ في المملكة المتحدة.

## وصلات خارجية
- جوناثان همفريز عل موقع إسبنسكروم (الإنجليزية)
- جوناثان همفريز على موقع ItsRugby.co.uk (الإنجليزية)